# Глубоководные скаты
Глубоководные скаты (лат. Bathyraja) — род скатов семейства Arhynchobatidae отряда скатообразных. Это хрящевые рыбы, ведущие донный образ жизни, с крупными, уплощёнными грудными плавниками в форме ромба и выступающим рылом. Рот поперечный или выгнут в виде арки. На вентральной стороне диска расположены 5 жаберных щелей, ноздри и рот. На тонком хвосте имеются латеральные складки. У этих скатов 2 редуцированных спинных плавника и редуцированный хвостовой плавник. У большинства видов кожа покрыта колючками, которые зачастую выстроены в ряд вдоль позвоночника. Глубоководные скаты обитают во всех океанах, встречаются на глубине свыше 2900 м. Максимальная зарегистрированная длина 161 см. Откладывают яйца, заключённые в четырёхконечную роговую капсулу.
Название рода происходит от слов др.-греч. βαθύς — «глубокий» и  лат. raja — «хвостокол».

## Классификация
В настоящее время к роду относят 53 вида:
- Bathyraja abyssicola (Gilbert, 1896)
- Bathyraja aguja (Kendall & Radcliffe, 1912)
- Bathyraja albomaculata (Norman, 1937)
- Bathyraja aleutica (Gilbert, 1896) — Скат алеутский[6]
- Bathyraja andriashevi Dolganov, 1983 — Скат Андрияшева[6]
- Bathyraja bergi Dolganov, 1983 — Скат Берга
- Bathyraja brachyurops (Fowler, 1910)
- Bathyraja caeluronigricans Ishiyama & Ishihara, 1977
- Bathyraja cousseauae Díaz de Astarloa & Mabragaña, 2004
- Bathyraja diplotaenia (Ishiyama, 1952)
- Bathyraja eatonii (Günther, 1876)
- Bathyraja fedorovi Dolganov, 1985 — Скат Фёдорова
- Bathyraja griseocauda (Norman, 1937)
- Bathyraja hesperafricana Stehmann, 1995
- Bathyraja interrupta (T. N. Gill & Townsend, 1897) — Прерывчатый скат
- Bathyraja irrasa Hureau & Ozouf-Costaz, 1980
- Bathyraja ishiharai Stehmann, 2005
- Bathyraja isotrachys (Günther, 1877)
- Bathyraja leucomelanos Iglésias & Lévy-Hartmann, 2012
- Bathyraja lindbergi Ishiyama & Ishihara, 1977 — Скат Линдберга
- Bathyraja longicauda (F. de Buen, 1959) — Длиннохвостый скат
- Bathyraja maccaini  S. Springer, 1971
- Bathyraja macloviana (Norman, 1937)
- Bathyraja maculata Ishiyama & Ishihara, 1977 — Пятнистый скат
- Bathyraja magellanica (Philippi {Krumweide}, 1902)
- Bathyraja mariposa Stevenson, Orr, Hoff & McEachran, 2004
- Bathyraja matsubarai Ishiyama, 1952 — Скат Мацубары
- Bathyraja meridionalis Stehmann, 1987
- Bathyraja minispinosa Ishiyama & Ishihara, 1977 — Белобровый скат, или мелкошипый скат
- Bathyraja multispinis Norman, 1937 — Многошипый скат[7]
- Bathyraja murrayi Günther, 1880
- Bathyraja notoroensis Ishiyama & Ishihara, 1977
- Bathyraja pallida (Forster, 1967) — Палевый скат
- Bathyraja panthera Orr, Stevenson, Hoff, Spies & McEachran, 2011
- Bathyraja papilionifera Stehmann, 1985
- Bathyraja parmifera (Bean, 1881) — Щитоносный скат
- Bathyraja peruana McEachran & Miyake, 1984 — Перуанский скат
- Bathyraja pseudoisotrachys Ishiyama & Ishihara, 1985
- Bathyraja richardsoni (Garrick, 1961) — Скат Ричардсона
- Bathyraja scaphiops (Norman, 1937)
- Bathyraja schroederi (Krefft, 1968)
- Bathyraja sexoculata (Misawa, Orlov, Orlova, Gordeev & Ishihara, 2020) — Cимуширский скат, или cкат шестиглазый[8]
- Bathyraja shuntovi Dolganov, 1985
- Bathyraja simoterus (Ishiyama, 1967)
- Bathyraja smirnovi Soldatov & Pavlenko, 1915 — Скат Смирнова[9]
- Bathyraja smithii (J. P. Müller & Henle, 1841)
- Bathyraja spinicauda Jensen, 1914 — Шипохвостый скат
- Bathyraja spinosissima (Beebe & Tee-Van, 1941) — Белый скат
- Bathyraja trachouros (Ishiyama, 1958)
- Bathyraja taranetzi (Dolganov, 1983) — Скат Таранца[9]
- Bathyraja trachura (Gilbert, 1892 — Чёрный скат, или грубохвостый скат[6]
- Bathyraja tunae Stehmann, 2005
- Bathyraja tzinovskii Dolganov, 1985 — Скат Циновского
- Bathyraja violacea Suvorov, 1935 —  Бесшипый скат, или фиолетовый скат, или охотский скат